# Poni de les Shetland

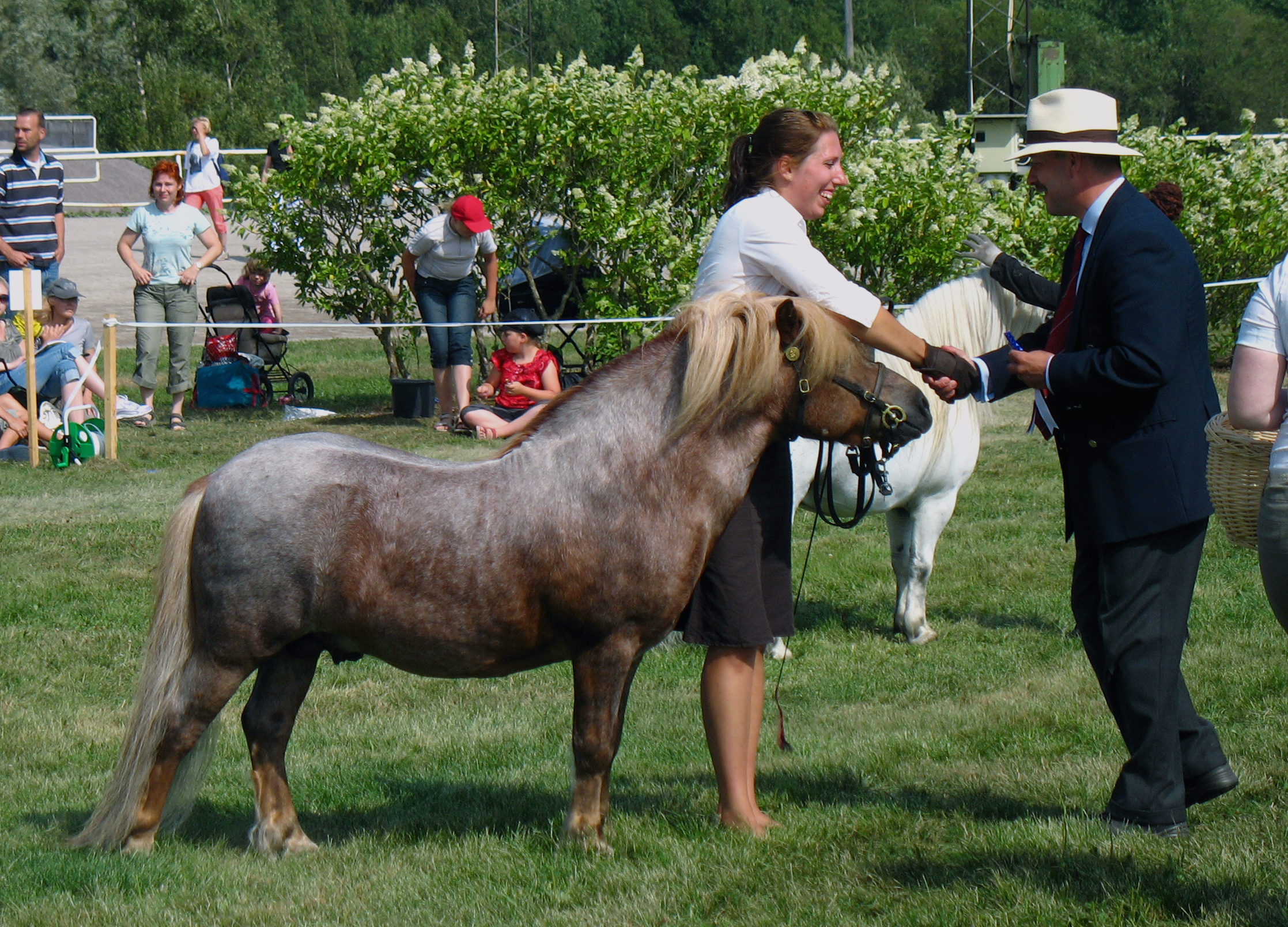
Un poni de les Shetland en un lliurament de premis

El  poni de les Shetland  és una de les races de poni més petites que existeixen, ja que la seva alçada és de 90-110 cm. És originari de les illes Shetland, situades al nord-oest d'Escòcia. Aquesta raça de cavalls presenta una coloració diversa: marró, marró clar, blanc i negre, etc. És un dels ponis més forts, i això és degut al fet que van ser domesticats per al tir. El clima fred i humit de les illes Shetland, les quals estan al nord d'Escòcia van fer que aquests ponis es fessin molt peluts.
En envair les illes Shetland, els escandinaus van creuar als cavalls d'allà amb els ponis de Dale, i d'aquí van sorgir els ponis de les Shetland.